# Priorlinde

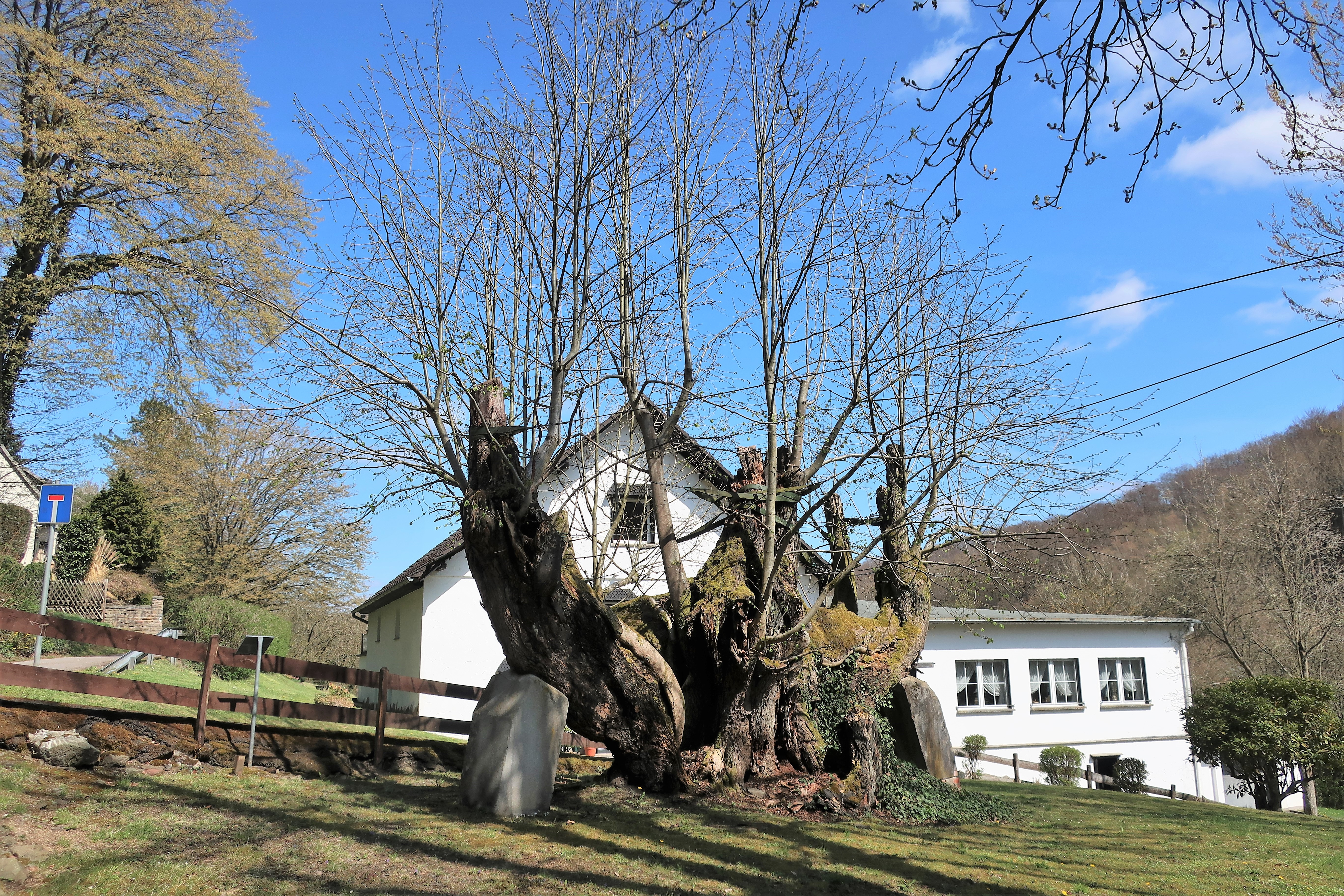
Priorlinde (2021)

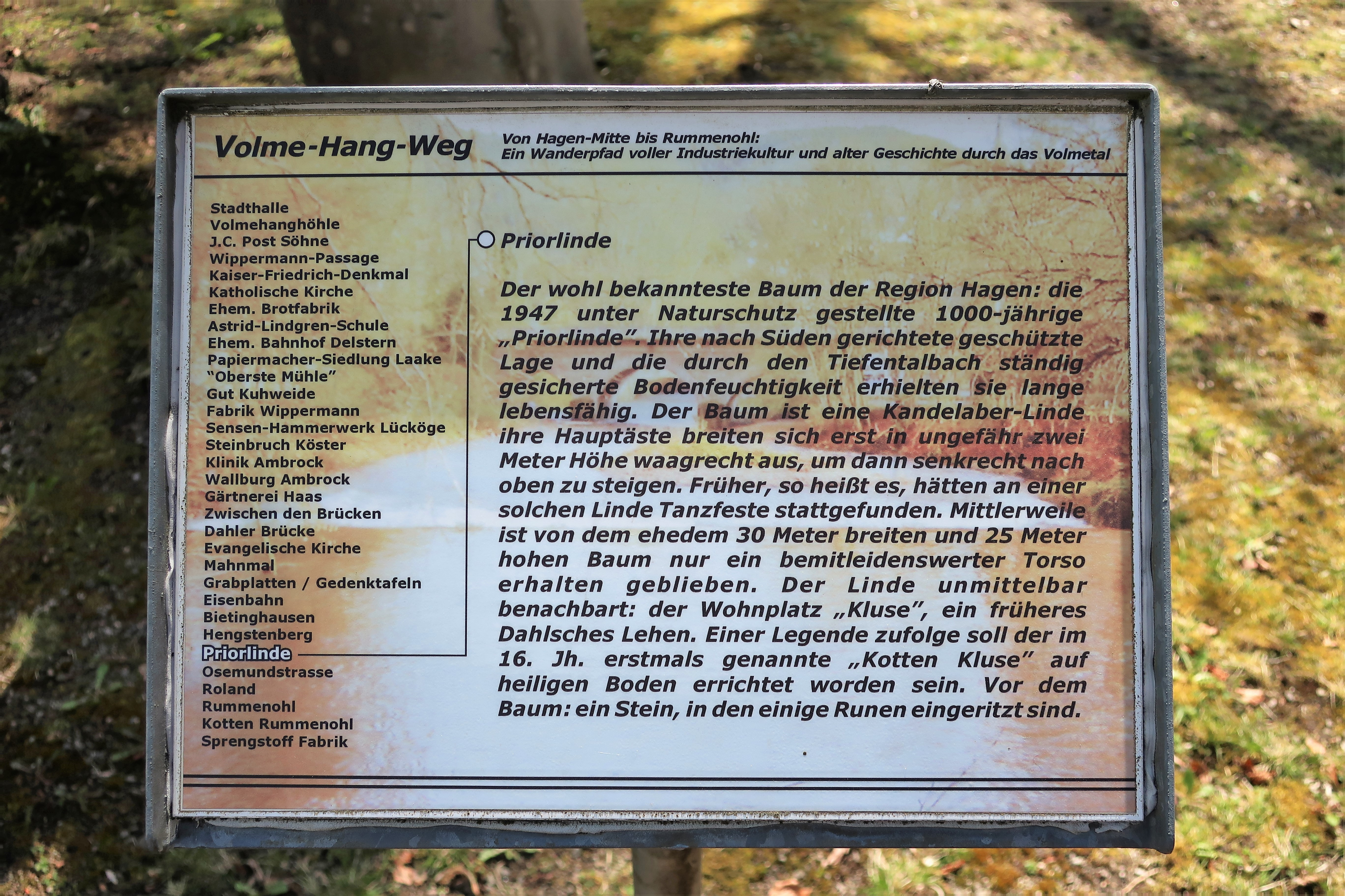
Informationstafel

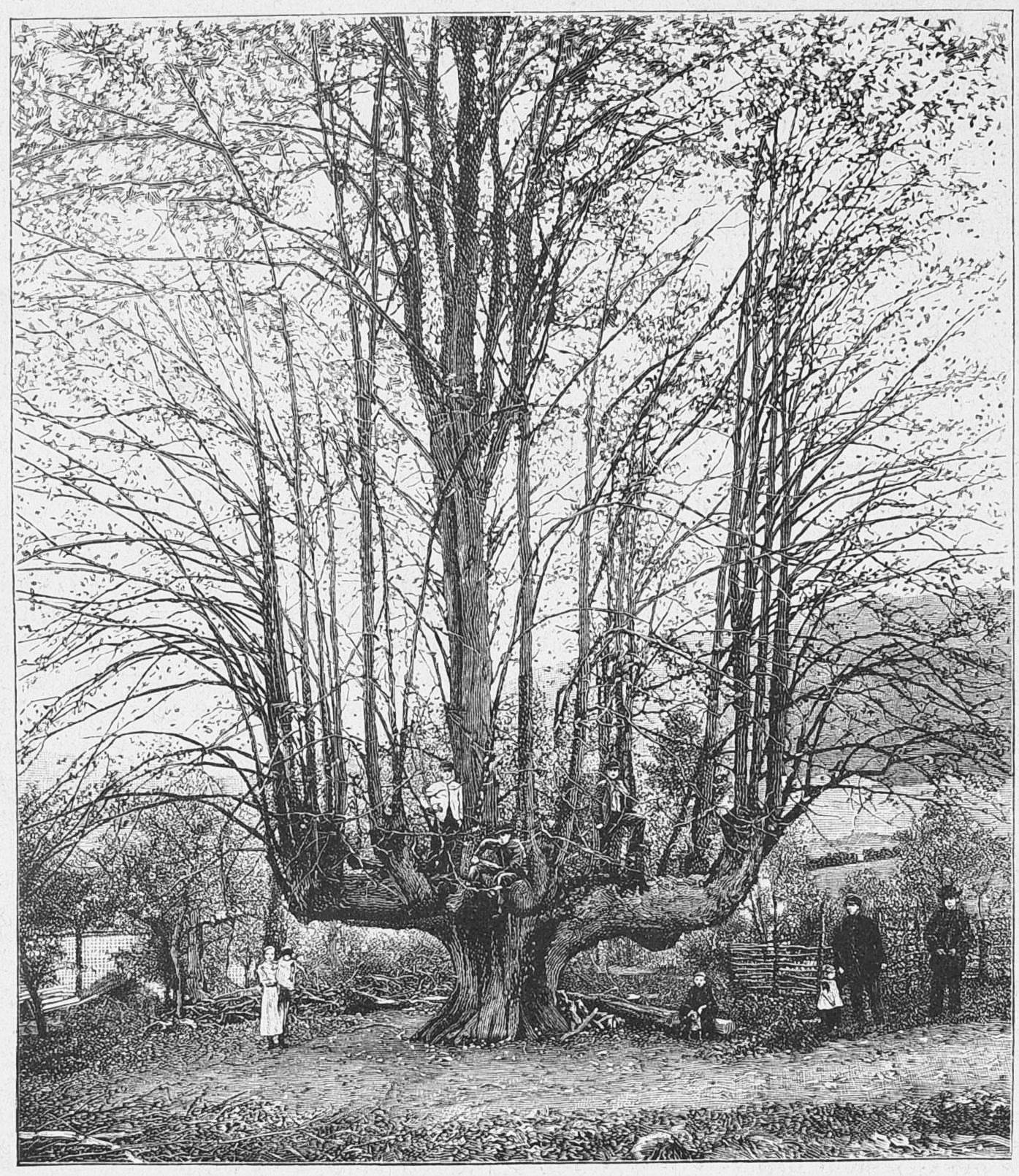
Foto aus der "Gartenlaube" (1896)

Die Priorlinde ist ein Naturdenkmal in Hagen.

## Geschichte
Bei dem Baum handelt es sich um eine etwa eintausendjährige Kandelaberlinde im Stadtteil Priorei (Straße Zur Priorlinde). Der Ortsname Priorei, dessen Herkunft ungeklärt ist, deutet auf ein Kloster hin, das dort jedoch niemals existiert hat. Die Ableitung des Namens aus dem Althochdeutschen deutet auf einen uralten Gerichts- und Thingplatz hin, der von einer Linde beherrscht wurde. Im Volksmund wird der Baum auch Briggerigge genannt – dieser Name meint ebenfalls einen Gerichtsplatz.
Die Priorlinde wurde schon 1947 unter Naturschutz gestellt; heute ist sie ein Naturdenkmal. Früher war sie 25 Meter hoch und hatte einen Kronendurchmesser von 30 Metern, der Baumumfang betrug rund 7 Meter. In ungefähr 2 Meter Höhe breiten sich ihre Hauptäste waagerecht aus, um dann senkrecht nach oben zu steigen. Die Form könnte mit einem Kandelaber verglichen werden. Mit den vom Torso steil aufragenden dünnen Ästen hat der Baum heute eine geschätzte Gesamthöhe von ca. 10 Metern. Der Baumtorso der Linde sieht zwar bemitleidenswert aus, aber ihre nach Süden gerichtete geschützte Lage und die durch den Tiefentalbach ständig gesicherte Bodenfeuchtigkeit erhalten sie lebensfähig.
Laut Naturdenkmalverordnung der Stadt Hagen beträgt der Baumumfang der Linde 3,5/8 Meter, der Kronenumfang 10 Meter und die Torsohöhe 5,4 Meter.
Früher fanden zu besonderen Anlässen Tanzfeste unter der Priorlinde statt. Nördlich vom Baum befindet sich die ehemalige Gaststätte Zur Priorlinde.
| Art    | Sommer-Linde (Tilia platyphyllos) |
| Alter  | ca. 1000 Jahre                    |
| Umfang | ca. 9 m                           |
| Höhe   | ca. 5 m                           |